# Провулок Броварний (Тернопіль)
Провулок Броварний — провулок в мікрорайоні «Новий світ» міста Тернополя.

## Відомості
Розпочинається між будинками №25 та №27 вулиці Броварної, пролягає на захід, далі — на південь та закінчується в тупику неподалік вулиці Білецької. На провулку знаходяться приватні будинки.